# 빅토리아 슈나데르베크
빅토리아 슈나데르베크(독일어: Viktoria Schnaderbeck, 1991년 1월 4일 ~ )는 오스트리아의 여자 축구 선수이다. 포지션은 미드필더이며, 현재 잉글랜드 FA 여자 슈퍼리그 소속 축구 클럽인 아스널 WFC 소속이다.

## 클럽 경력
7세 시절부터 현지 축구 클럽에서 선수 생활을 시작했으며 2005년에 오스트리아 프라우엔리가에 소속되어 있던 LUV 그라츠 다멘으로 이적했다. 2007년에 독일 프라우엔-분데스리가 소속 축구 클럽인 FC 바이에른 뮌헨으로 이적한 이후에 팀의 주전 선수로 활약했다.

## 국가대표 경력
2007년에 오스트리아 여자 축구 국가대표팀 선수로 발탁되었으며 2013년에는 대표팀 주장으로 임명되었다. UEFA 여자 유로 2017에서는 준결승전에 진출하는 성적을 기록했다.

## 성적
FC 바이에른 뮌헨
- 프라우엔-분데스리가 2회 우승 (2014-15, 2015-16)
- 여자 DFB-포칼 1회 우승 (2011-12)
- 프라우엔-분데스리가 포칼 1회 우승 (2010-11)